# Felix Benesch
Felix Benesch (* 1963 in Zürich) ist ein Schweizer Drehbuchautor und Theaterregisseur.

## Leben
Vor seiner Laufbahn als Drehbuchautor war Felix Benesch als Theaterregisseur in Deutschland, Österreich und der Schweiz tätig und hat u. a. am Burgtheater Wien (unter der Intendanz Claus Peymann) und am Schauspielhaus Zürich (unter Gerd Leo Kuck) inszeniert.
1999 absolvierte er eine Weiterbildung zum Drehbuchautor, danach schrieb er für verschiedene TV-Serien und hat sich zuerst in der Schweiz auch einen Namen als Autor von Fernseh- und Kinospielfilmen gemacht. Seit 2018 arbeitet er vermehrt für die ARD (Der Zürich-Krimi, Der Prag-Krimi, WaPo Bodensee) und für das ZDF.
Für das Theater inszeniert er gelegentlich eigene Stücke in seiner alten Heimat Chur. Für "Das Wunder von Wörgl", seine komödiantische Aufarbeitung des Währungsexperimentes 1932 in Wörgl/Österreich (2012), verlieh ihm die Stadt Wörgl den Kulturpreis 2014. Die Premiere seines Musicals über den aus St. Moritz stammenden Entertainer, Schlager- und Filmstar Vico Torriani im Februar 2016 in St. Moritz wurde vom Schweizer Fernsehen live übertragen.
Gemeinsam mit dem Chorleiter Christian Klucker hat er zahlreiche szenische Chor-Aufführungen realisiert, 2015 zum Beispiel „Die absolute Melodie“ in Disentis, wo 36 Chöre mit rund 1200 Sängerinnen und Sängern aus der ganzen Schweiz beteiligt waren. Benesch und Klucker haben solche "Choricals" auch mehrfach kombiniert mit Kulinarik. "Die fliegende Kuh" beispielsweise war ein Auftragswerk zum 100. Jubiläum des Hotelierverbandes "Hotellerie Suisse Graubünden" und wurde an verschiedenen Orten gezeigt.
Felix Benesch lebt mit seiner Familie in Leipzig.

## Filmografie (Auswahl)
- 2004: „Lücken im Gesetz“, TV-Spielfilm, Schweiz, Regie Christof Schertenleib (Drehbuch)
- 2008: „Tag und Nacht“, Serie, Schweiz, (Drehbuch, mehrere Folgen)
- 2008: „Canzun Alpina“, TV-Spielfilm, Schweiz, Regie Sören Senn (Drehbuch), nominiert für den 3sat-Zuschauerpreis 2008
- 2009: „Zwerge Sprengen“ Kinofilm, Schweiz, Regie Christof Schertenleib (Drehbuch-Mitarbeit)
- 2009: „Der Fürsorger“ Kinofilm, Schweiz, Regie Lutz Konermann (Drehbuch)
- 2010: „Charlys Comeback“, TV-Spielfilm, Schweiz, Regie Sören Senn (Drehbuch)
- 2012: "Tatort – Hanglage mit Aussicht", Regie: Sabine Boss (Drehbuch)
- 2015: "Upload", TV-Spielfilm, Schweiz, Regie: Tobias Ineichen (Drehbuch)[5]
- 2017: "Tatort – Zwei Leben", Regie: Walter Weber (Drehbuch)
- 2019: Tatort – Der Elefant im Raum, Regie: Tom Gerber (Drehbuch)
- 2018: Der Prag-Krimi – Die Wasserleiche, Regie: Nicolai Rohde (Drehbuch, zusammen mit Jaroslav Rudiš und Martin Behnke)
- 2020: Der Zürich-Krimi – Borchert und der fatale Irrtum, Regie: Florian Froschmayer (Drehbuch, zusammen mit Florian Froschmayer)
- 2021: Jenseits der Spree – Blutsbande, Pilotfolge, Regie: Marcus Ulbricht (Drehbuch)
- 2023: Fritzie – Der Himmel muss warten, Zweite Chance, Regie: Franziska Hörisch (Drehbuch; Headautorin: Katja Grübel)
- seit 2019: WaPo Bodensee, zahlreiche Folgen

## Theater (Auswahl)
- 2023: "Comander" – Freilichtspiel zum Jubiläum 500 Jahre Reformation in Graubünden, (Autor)[6]
- 2021: "Fouché – die Kunst der Intrige", nach Stefan Zweig, Klibühni Chur (Fassung und Regie)
- 2019: "Rausch der Verwandlung", nach Stefan Zweig, Klibühni Chur und Hotel Walther Pontresina (Originalschauplatz) (Autor und Regie)[7] (Kaiserverlag Wien)
- 2018: "Echo – Chronologie einer narzisstischen Kränkung", Theater-Thriller, Klibühni Chur (Autor und Regie )(Kaiserverlag Wien)
- 2016 "Desiree", der Wunschkind-Psychothriller, Klibühni Chur, (Autor und Regie) (Kaiserverlag Wien)
- 2016 "Hotel Victoria", Das Vico-Torriani-Musical, Hotel Reine Victoria, St. Moritz und Theater Chur (Autor und Regie)[8][9]
- 2014 "Sternenbestie", Jubiläumsproduktion 40 Jahre Klibühni Chur (Autor und Regie)
- 2012 Das Wunder von Wörgl; Klibühni Chur, (Autor und Regie), Kulturpreis der Stadt Wörgl 2014[10]
- 2011 Gilles Dyrek Venedig im Schnee, Klibühni Chur (Regie)
- Spielzeit 2006/07 „Voll auf Quote!“, Impro-Comedy-Serie, Theater Magdeburg (Autor)
- Spielzeit 2005/06 „Scharfe Schnitte“, Impro-Comedy-Serie, Theater Magdeburg (Autor)
- 1998/99 Alan Ayckbourn, „Doppeltüren“, Schauspielhaus Zürich, (Regie)
- 1997 Éric-Emmanuel Schmitt „Der Freigeist“, DSE, Schauspielhaus Zürich (Regie)
- 1997 Brian Friel „Molly Sweeney“, SE, Stadttheater Luzern (Regie)
- 1995 Patrick Barlow „Der Messias“, Burgtheater Wien (Regie)

## Belege
1. ↑  Wörgler Kulturpreis-Nominierung für Geld-Doku und Theater, auf unterguggenberger.org
2. ↑  Actualitad video - «Hotel Victoria» - l'entir musical cun hits da Vico Torriani - Play RTR. Abgerufen am 1. März 2021 (rätoromanisch).
3. ↑  usc-scv.ch | Startseite. In: www.usc-scv.ch. Abgerufen am 14. April 2016.
4. ↑  Dîner Spectacle: Die fliegende Kuh. Abgerufen am 1. März 2021 (Schweizer Hochdeutsch).
5. ↑  Tobias Ineichen: Upload. 2. Dezember 2015, abgerufen am 14. April 2016.
6. ↑  FRECH | Die Freilichtspiele Chur. Abgerufen am 20. Juni 2024.
7. ↑  KLIBÜHNI, DAS THEATER. Abgerufen am 1. März 2021.
8. ↑  ◊. In: HOTEL VICTORIA. Archiviert vom Original (nicht mehr online verfügbar) am 14. April 2016; abgerufen am 14. April 2016.  Info: Der Archivlink wurde automatisch eingesetzt und noch nicht geprüft. Bitte prüfe Original- und Archivlink gemäß Anleitung und entferne dann diesen Hinweis.
9. ↑  Hotel Victoria, Gallissas Verlag Berlin
10. ↑  Wunder von Wörgl, Das (Seite nicht mehr abrufbar, festgestellt im Dezember 2023. Suche in Webarchiven)  Info: Der Link wurde automatisch als defekt markiert. Bitte prüfe den Link gemäß Anleitung und entferne dann diesen Hinweis., auf Wunder von Wörgl, Das

| Personendaten    | Personendaten                                |
| ---------------- | -------------------------------------------- |
| NAME             | Benesch, Felix                               |
| KURZBESCHREIBUNG | Schweizer Drehbuchautor und Theaterregisseur |
| GEBURTSDATUM     | 1963                                         |
| GEBURTSORT       | Zürich                                       |